# Finn Stam
Finn Stam (Zaandam, 13 april 2003) is een Nederlandse voetballer die doorgans als verdediger speelt. Hij komt uit voor FC Groningen, dat hem huurt van AZ.

## Carrière
Stam begon te voetballen in de jeugd bij S.V. Fortuna Wormerveer waarna hij de overstap maakte naar de jeugdafdeling van AFC Ajax. In 2016 ging hij naar jeugdafdeling van AZ. Op 21 juni 2021 tekende hij zijn eerste profcontract bij AZ. Op 18 maart 2022 in de uitwedstrijd tegen Jong FC Utrecht maakte Stam zijn debuut voor Jong AZ. Hij speelde de hele wedstrijd en deze ging gewonnen met 0-1. Op 28 april 2023 werd de voetbalwedstrijd tussen Jong AZ en MVV Maastricht stil gelegd omdat een supporter een volle beker bier richting Finn Stam gooide nadat Stam een doelpunt had gescoord.
Stam debuteerde op 2 maart 2024 in het eerste elftal van AZ, tegen Sparta Rotterdam (1-1). Hij kwam in de 56e minuut in de ploeg voor Yukinari Sugawara. Op 25 mei 2023 verlengde hij zijn contract met twee jaar bij AZ.

### FC Groningen
Medio 2024 verhuurde AZ Stam aan FC Groningen. Hij debuteerde in de basis van de openingswedstrijd van het seizoen 2024/25 tegen NAC Breda (4-1). 

## Statistieken
| Seizoen                     | Club           | Land           | Competitie     | Competitie | Competitie | Beker | Beker | Totaal | Totaal |
| Seizoen                     | Club           | Land           | Competitie     | Wed.       | Dlp.       | Wed.  | Dlp.  | Wed.   | Dlp.   |
| --------------------------- | -------------- | -------------- | -------------- | ---------- | ---------- | ----- | ----- | ------ | ------ |
| 2021/22                     | Jong AZ        | Nederland      | Eerste Divisie | 3          | 0          | 0     | 0     | 3      | 0      |
| 2022/23                     | Jong AZ        | Nederland      | Eerste Divisie | 23         | 1          | 0     | 0     | 23     | 1      |
| 2023/24                     | Jong AZ        | Nederland      | Eerste Divisie | 36         | 3          | 0     | 0     | 20     | 1      |
| 2023/24                     | AZ             | Nederland      | Eredivisie     | 1          | 0          | 0     | 0     | 1      | 0      |
| 2024/25                     | → FC Groningen | Nederland      | Eredivisie     | 16         | 0          | 2     | 0     | 18     | 0      |
| Carrièretotaal              | Carrièretotaal | Carrièretotaal | Carrièretotaal | 79         | 4          | 2     | 0     | 81     | 4      |
| Bijgewerkt t/m 4 maart 2025 |                |                |                |            |            |       |       |        |        |